# Eupithecia eupompa
Eupithecia eupompa es una especie de polilla de la familia Geometridae. La especie fue descrita por primera vez por Claude Herbulot habiendo sido descrita en 1987, con distribución en Ecuador. El holotipo de la especie fue descrita a 12 kilómetros (7,5 mi) de Canar, a aproximadamente 2750 metros (9022,3 pies) de altitud.